# Одесский линолеумный завод «Большевик»
Одесский линолеумный завод «Большевик» (укр. Одеський лінолеумний завод «Більшовик») - прекратившее производственную деятельность промышленное предприятие в Одессе.

## История

### 1913 - 1917
В 1898 году в Одессе начало работу небольшое предприятие по производству пробок и линолеума, в 1911-1913 гг. предприятие было расширено и преобразовано в пробочно-линолеумный завод Викандера и Ларсона. В это же время к заводу проложили железнодорожную ветку вдоль Балтской дороги.
19 марта 1917 года по решению Одесского Совета на промышленных предприятиях Одессы был введён 8-часовой рабочий день.

### 1918 - 1991
После Октябрьской революции завод был национализирован. Во время гражданской войны предприятие пострадало, но в начале 1920х годов началось восстановление завода.
В первые пятилетки 1929 - 1940 гг. на заводе было освоено производство термической изоляции, линкруста, узорчатого линолеума, изделий из пластмасс.
Для рабочих завода в 1930е годы построили жилой микрорайон.
К началу 1939 года завод входил в число ведущих предприятий Одессы.
После начала Великой Отечественной войны в связи с приближением к городу линии фронта оборудование завода было эвакуировано на восток.
Во время обороны Одессы предприятие сыграло исключительно важную роль - здесь было освоено производство взрывчатки, которой снаряжали противопехотные и противотанковые мины (выпуск которых начали на заводе "Красный Профинтерн", заводе "Кинап" и в мастерских, до войны выпускавших детские игрушки), а также ручные гранаты, которые выпускал завод им. Петровского. Максимальные объемы производства взрывчатых веществ были достигнуты в сентябре 1941 года и составляли до двух тонн ВВ в сутки.
В ходе боевых действий и во время оккупации производственные корпуса завода были почти полностью разрушены, но уже в 1944 году началось восстановление предприятия.
После войны были введены в эксплуатации новые производства и усовершенствованы технологические процессы.
По состоянию на 1980 год на основе переработки натурального пробкового сырья завод выпускал натуральный алкидный линолеум, поливинилхлоридную плитку, изделия для закупорки бутылок, прессованные автотракторные прокладки и прокладки для кроненкорка, спасательные круги и спасательные жилеты для морских судов, мастики, погонажные изделия, линкруст, термоизоляцию, пробковые крупы, ворсолин, олифу и другие хозяйственные товары народного потребления.
Кроме того, завод был единственным предприятием в СССР по выпуску декеля для типографий.

### После 1991
После провозглашения независимости Украины завод остался в государственной собственности, но был передан в управление корпорации "Укрбудматеріали".
В 1990е годы объёмы производства начали быстро сокращаться, после остановки производства в 1996 году началось постепенное разрушение завода.
В июле 1999 года Верховная Рада Украины внесла завод в перечень предприятий и организаций, не подлежащих приватизации.
10 августа 2004 года по распоряжению Кабинета министров Украины завод изъяли из управления корпорации "Укрбудматеріали" и передали в управление министерству промышленной политики Украины.
В 2004 году решением суда завод "Большевик" был признан банкротом. Затем было утверждено мировое соглашение, по которому право собственности на целостный имущественный комплекс завода перешло к обществу с ограниченной ответственностью "Эрида плюс".
В следующие годы территорию завода сдавали в аренду для съемки кинофильмов.
По состоянию на начало 2013 года предприятие не функционировало, оборудование завода было демонтировано и вывезено, а заводские корпуса были разрушены.

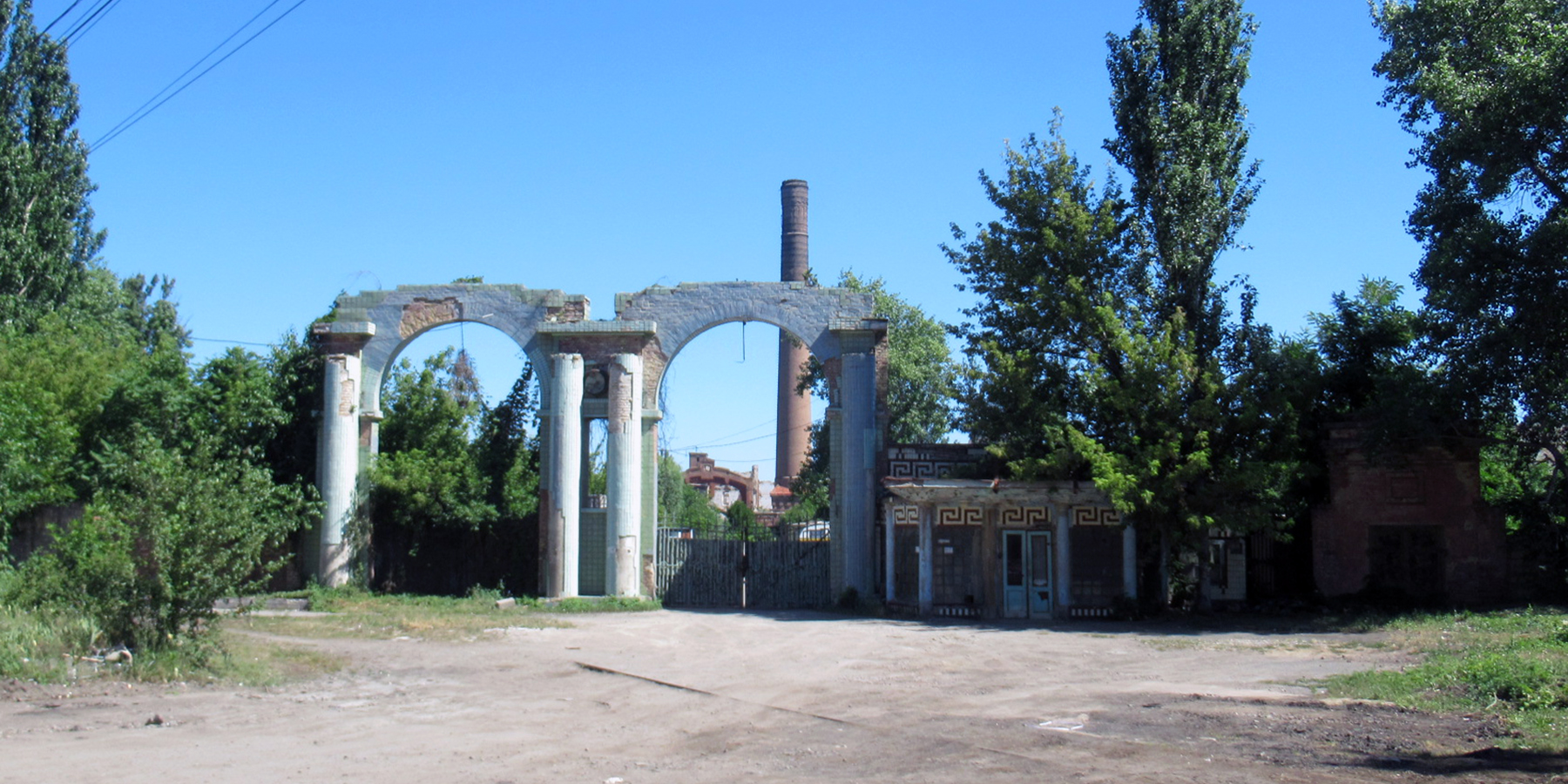
ворота, архитектор Х. Г. Бейтельспахер, 1911
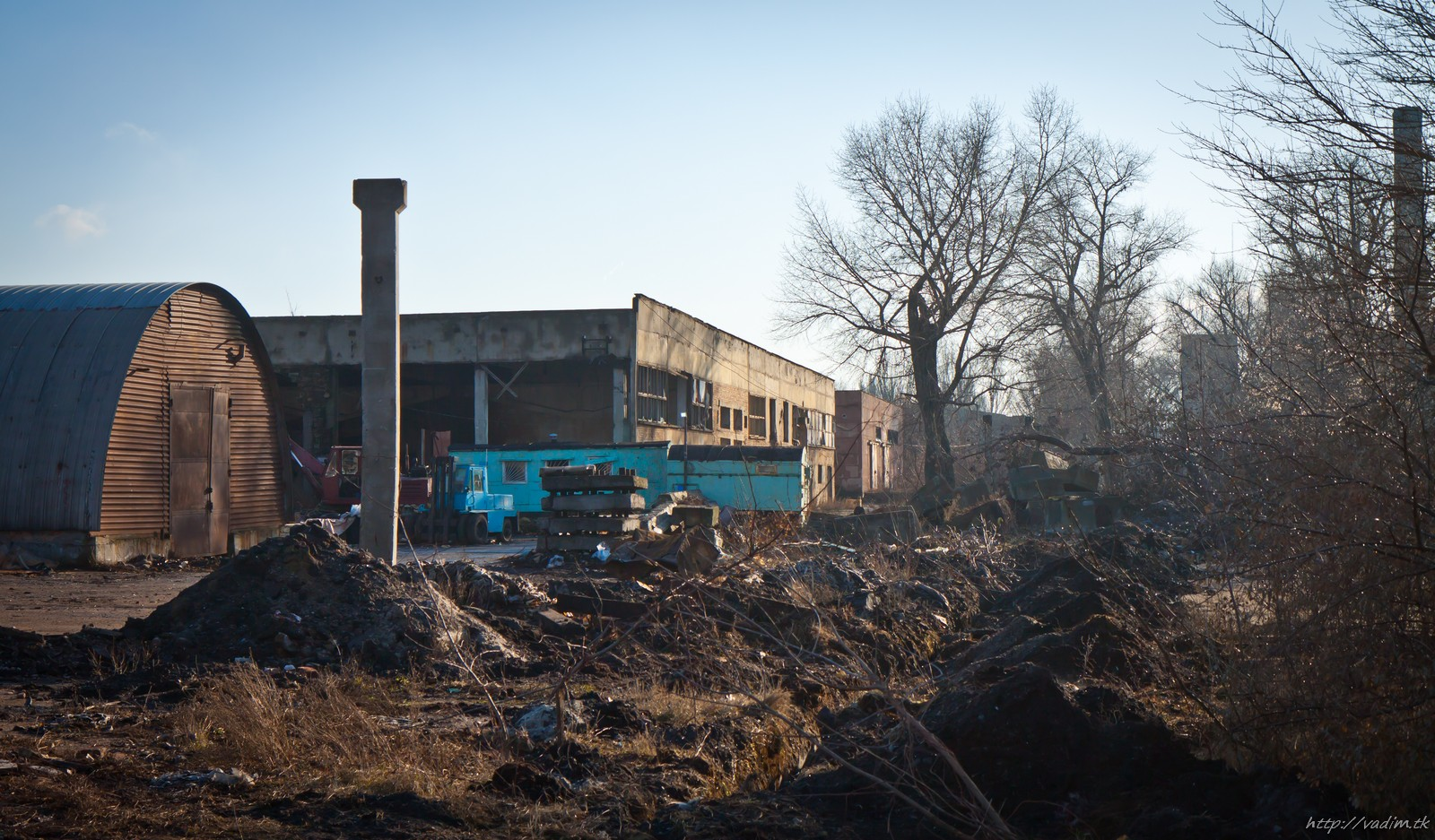
руины цехов
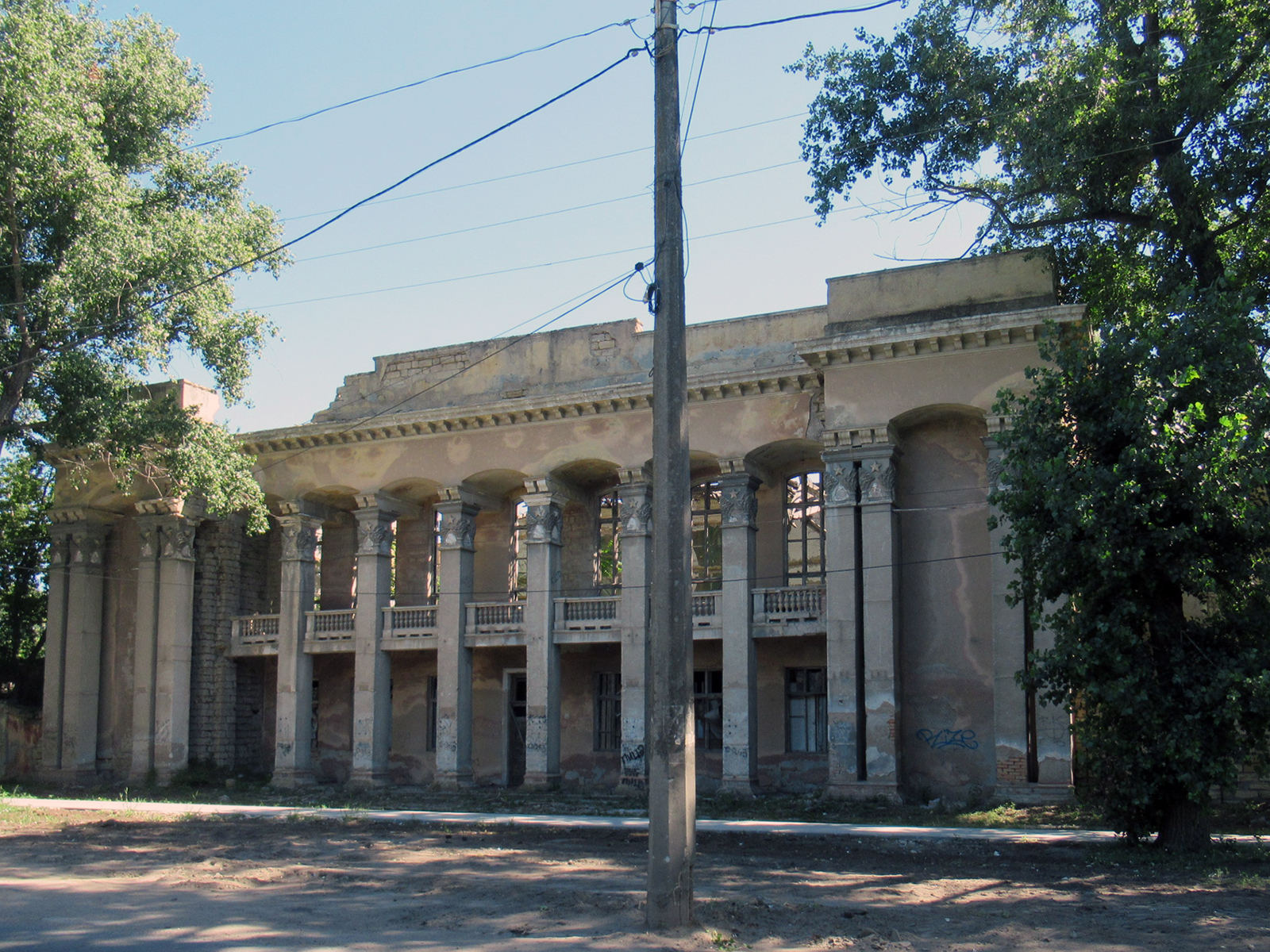
клуб